# Jevhen Chytrov
Jevhen Ihorovyč Chytrov (in ucraino Євген Ігорович Хитров?; Kryvyj Rih, 18 agosto 1988) è un pugile ucraino, nella categoria dei pesi medi.

## Carriera pugilistica

### Mondiali dilettanti

#### Baku 2011
Ha vinto la medaglia d'oro nella categoria dei pesi medi ai mondiali di Baku 2011.
- Batte Nursahat Pazzyyev ( Turkmenistan) RSC
- Batte Vladimir Milevskij ( Lituania) 21-13
- Batte Zoltan Harcsa ( Ungheria) RSC
- Batte Aleksandar Drenovak ( Serbia) 34-15
- Batte Bogdan Juratoni ( Romania) RSC
- Batte Ryōta Murata ( Giappone) 24-22

### Europei dilettanti

#### Minsk 2013
Ha vinto la medaglia di bronzo nella categoria dei pesi medi agli europei diMinsk 2013.
- Batte Victor Carapcevschi ( Moldavia) 3-0
- Batte Maksim Gazizov ( Russia) 3-0
- Sconfitto da Jason Quigley ( Irlanda) 3-0

### Altre competizioni
Nel 2011 ha vinto la medaglia d'oro nella categoria dei pesi medi al Memorial Sagadat Nurmagambetov, tenutosi ad Almaty (Kazakistan) dal 9 al 14 maggio.